# Tadeusz Gołąb
Tadeusz Franciszek Gołąb (ur. 4 października 1895 w Żywcu, zm. wiosną 1940 w Katyniu) – major piechoty Wojska Polskiego, kawaler Krzyża Walecznych, ofiara zbrodni katyńskiej.

## Życiorys
Urodził się w rodzinie Jana i Marii z Ostrowskich. Był młodszym bratem kapitana intendenta Jana Józefa Gołębia (ur. 13 marca 1892 roku). 
Ukończył Wyższą Szkołę Realną w Żywcu. Powołany do armii austriackiej. Walczył w kampanii włoskiej w Alpach Karnickich i Dolomitach, w szeregach c. i k. 56 pułku piechoty. 1 sierpnia 1916 roku został mianowany podporucznikiem rezerwy piechoty.
Wstąpił do Armii Polskiej we Francji. W latach 1918–1921 uczestnik walk na froncie ukraińskim, litewsko-białoruskim i bolszewickim. 
W okresie międzywojennym pracował pozostał w wojsku jako zawodowy oficer w 13 Kresowej Dywizji Piechoty. W 1924 w stopniu kapitana (starszeństwo z dniem 1 czerwca 1919 i 605 lokatą w korpusie oficerów piechoty) służył w 44 pułku piechoty. Przez kilka lat był wykładowcą w Dywizyjnej Szkole Podoficerskiej w Nisku. W 1932 był majorem (starszeństwo z dniem 1 stycznia 1931 i 21 lokatą w korpusie oficerów piechoty. W kwietniu 1934 roku został przesunięty ze stanowiska dowódcy batalionu na stanowisko kwatermistrza. W 1938 roku zajmowane przez niego stanowisko zostało przemianowane na stanowisko II zastępcy dowódcy pułku.

W kampanii wrześniowej był w Ośrodku Zapasowym 13 Dywizji Piechoty. Ranny w nogi. Wzięty do niewoli radzieckiej, osadzony w obozie przejściowym (Putywl?) a następnie przeniesiony do Kozielska. Osadzony w tzw. „bloku majorowskim” (Skit). Między 3 a 5 kwietnia 1940 przekazany do dyspozycji naczelnika smoleńskiego obwodu NKWD – lista wywózkowa bez numeru, poz. 99 z 2.04.1940, nr akt 300. Został zamordowany między 4 a 7 kwietnia 1940 przez funkcjonariuszy NKWD w lesie katyńskim i tam pogrzebany. 28 lipca 2000 nastąpiło oficjalne otwarcie w tym miejscu Polskiego Cmentarza Wojennego w Katyniu. Zidentyfikowany jako „Golabuz Tadeusz” podczas ekshumacji prowadzonej przez Niemców w 1943, zapis w dzienniku ekshumacji pod datą 15 kwietnia 1943 roku. Przy szczątkach znaleziono dowód osobisty. Figuruje na liście AM 169-124 i liście Komisji Technicznej PCK pod numerem 124. Nazwisko Tadeusza Gołębia znajduje się na liście ofiar opublikowanej w Gońcu Krakowskim nr 93 i w Nowym Kurierze Warszawskim nr 94 z 1943. W Archiwum Robla znajduje się pakiet nr 0424, zawierający notatnik nieznanego żołnierza. W zapisanych tam wspomnieniach "Trochę wspomnień o Skicie" znajduje się nazwisko Gołąb. 
5 października 2007 roku minister obrony narodowej Aleksander Szczygło – decyzją nr 439/MON – mianował go pośmiertnie na stopień podpułkownika. Awans został ogłoszony 9 listopada 2007 roku w Warszawie, w trakcie uroczystości „Katyń Pamiętamy – Uczcijmy Pamięć Bohaterów”.

### Życie prywatne
Tadeusz Franciszek Gołąb był żonaty z Marią z Myślińskich (ur. 8 września 1902 roku w Klewaniu), z którą miał syna Zbigniewa Henryka. Brat żony – podporucznik artylerii Władysław Myśliński także został zamordowany w Katyniu. Maria Gołąb została wraz z synem deportowana na Syberię. W 1941 roku, po amnestii, oboje dostali się do Polskich Sił Zbrojnych w ZSRR. Maria pełniła służbę w 8 Szpitalu Wojennym jako siostra Czerwonego Krzyża. Zmarła 21 września 1945 roku i została pochowana na brytyjskim cmentarzu wojennym Ramla (Ramleh). Zbigniew Henryk Gołąb zmarł w 2004 roku w Wielkiej Brytanii.

## Ordery i odznaczenia
- Krzyż Walecznych
- Złoty Krzyż Zasługi – 10 listopada 1938 „za zasługi w służbie wojskowej”[16][17]
- Medal Pamiątkowy za Wojnę 1918-1921 „Polska Swemu Obrońcy”
- Srebrny Medal Waleczności 2 klasy[18]
- Krzyż Wojskowy Karola[18]

## Upamiętnienie
W listopadzie 2009 roku Zespół Oświatowy w Starej Róży posadził Dąb Pamięci podpułkownika Tadeusza Franciszka Gołąba.